# Ньика (национальный парк)
Ньи́ка (англ. Nyika National Park) — национальный парк на севере Малави. Частично расположен в Замбии. При площади в 3,234 км2 этот парк является крупнейшим в стране.

## История
Основан в 1965 году.

## Этимология
С местного наречия слово «Ньика» переводится как «источник воды», так как плато более возвышенное и влажное, чем прилегающие районы.

## География
Национальный парк занимает большую часть одноимённого плато. Он лежит на севере страны, в 480 км к северу от Лилонгве, столицы Малави. Национальный парк Ньика занимает территорию 3 214 км². 3 134 км² находятся в Малави и 80 км² в Замбии. Высота национального парка составляет от 1800 до 2600 м над уровнем моря. Высшая точка Ньики — гора Нганда (2607 метров) находится в северной части парка. Единственное природное озеро в национальном парке — Каулве. Три других были образованы в результате строительства плотин.

## Климат
Средняя температура составляет 14 °C. Самый теплый месяц — ноябрь при 20 °C, а самый холодный февраль — при 10 °C. Среднее количество осадков составляет 955 миллиметров в год. Самый влажный месяц — январь (244 мм осадков), а самый влажный июнь (2 мм осадков).

## Фауна
На территории национального парка было зарегистрировано 95 видов млекопитающих, в том числе лев (лат. Panthera leo), леопард (лат. Panthera pardus), пятнистая гиена (лат. Crocuta crocuta), полосатый шакал (лат. Lupulella adusta), белогорлая мартышка (лат. Cercopithecus albogularis), гривет (лат. Chlorocebus aethiops), пустынный бородавочник (лат. Phacochoerus aethiopicus) и бурчеллова зебра (лат. Equus quagga). В этом районе также обитает более 426 видов птиц, 47 видов рептилий, 34 вида амфибий и 200 видов бабочек.

## Галерея

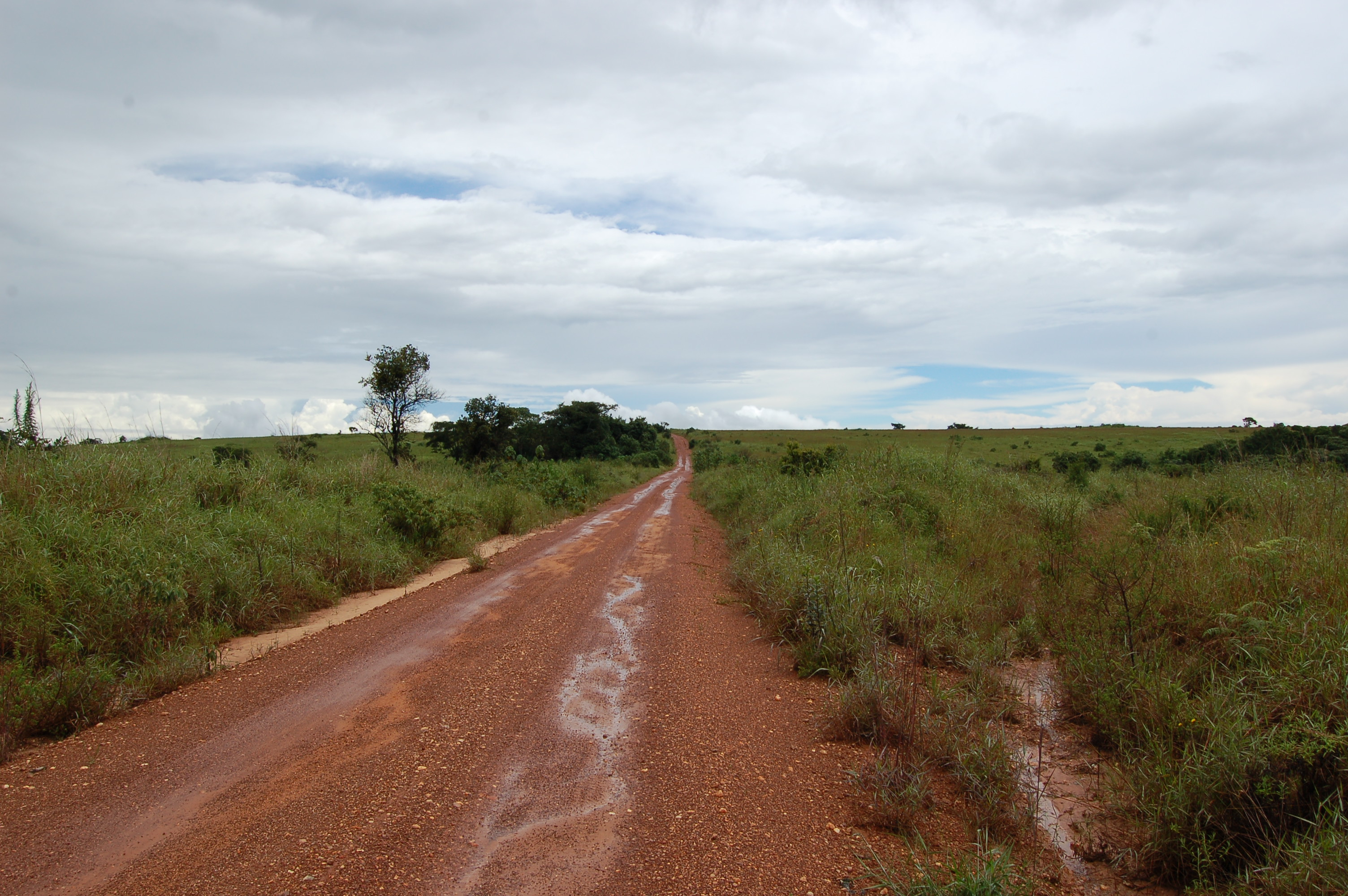
Дорога в национальном парке
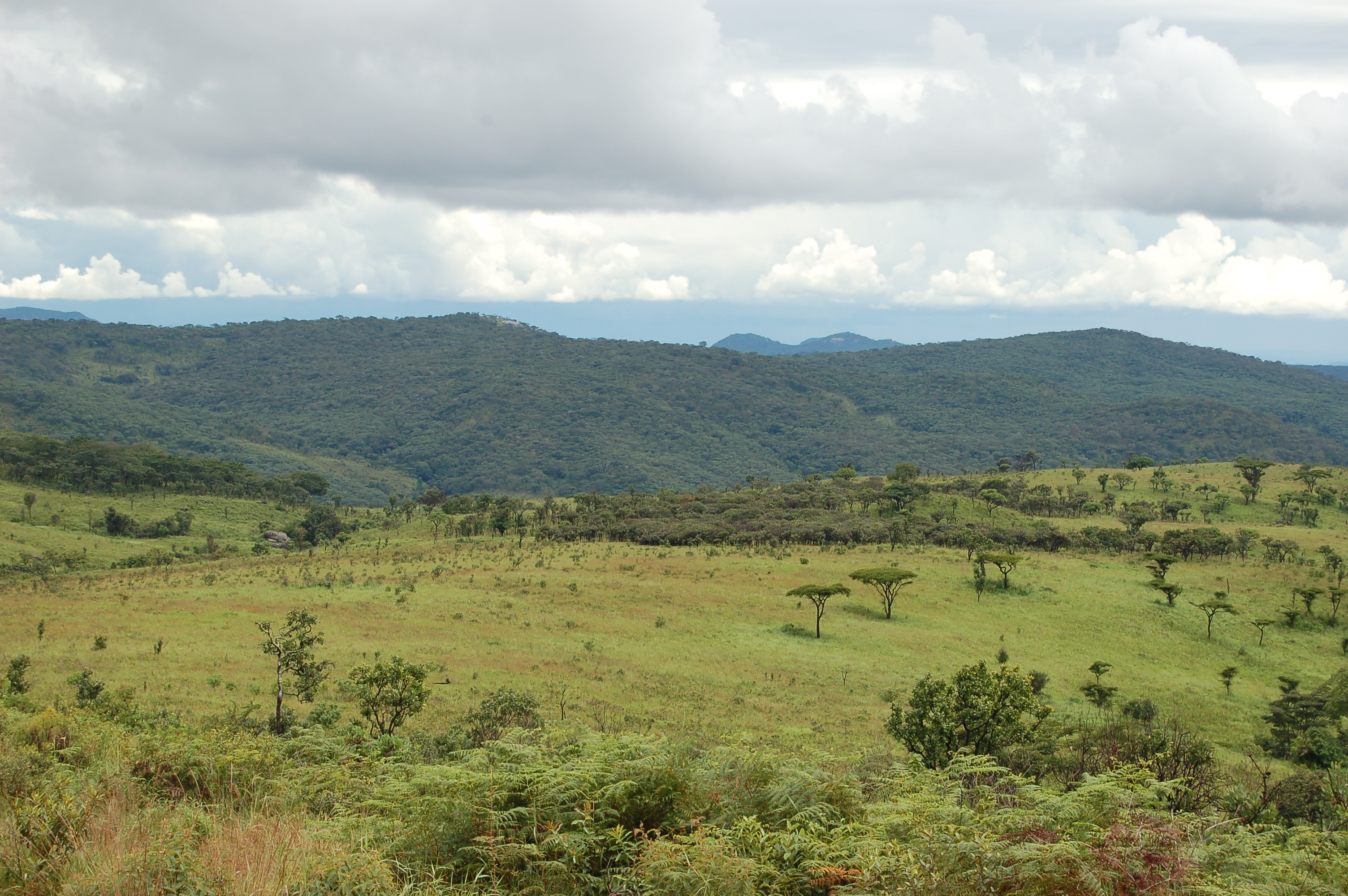
Ландшафт Ньики
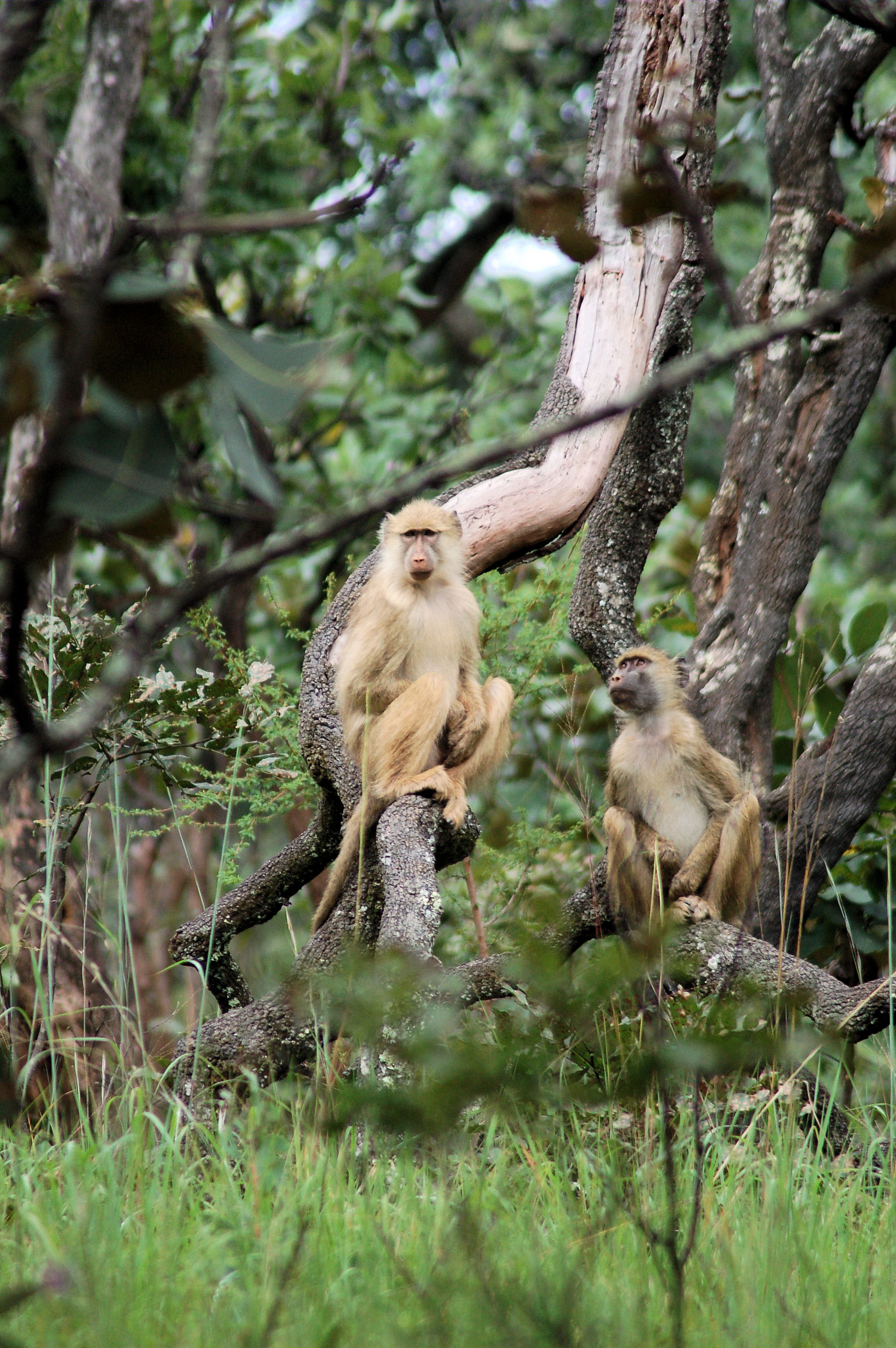
Бабуины
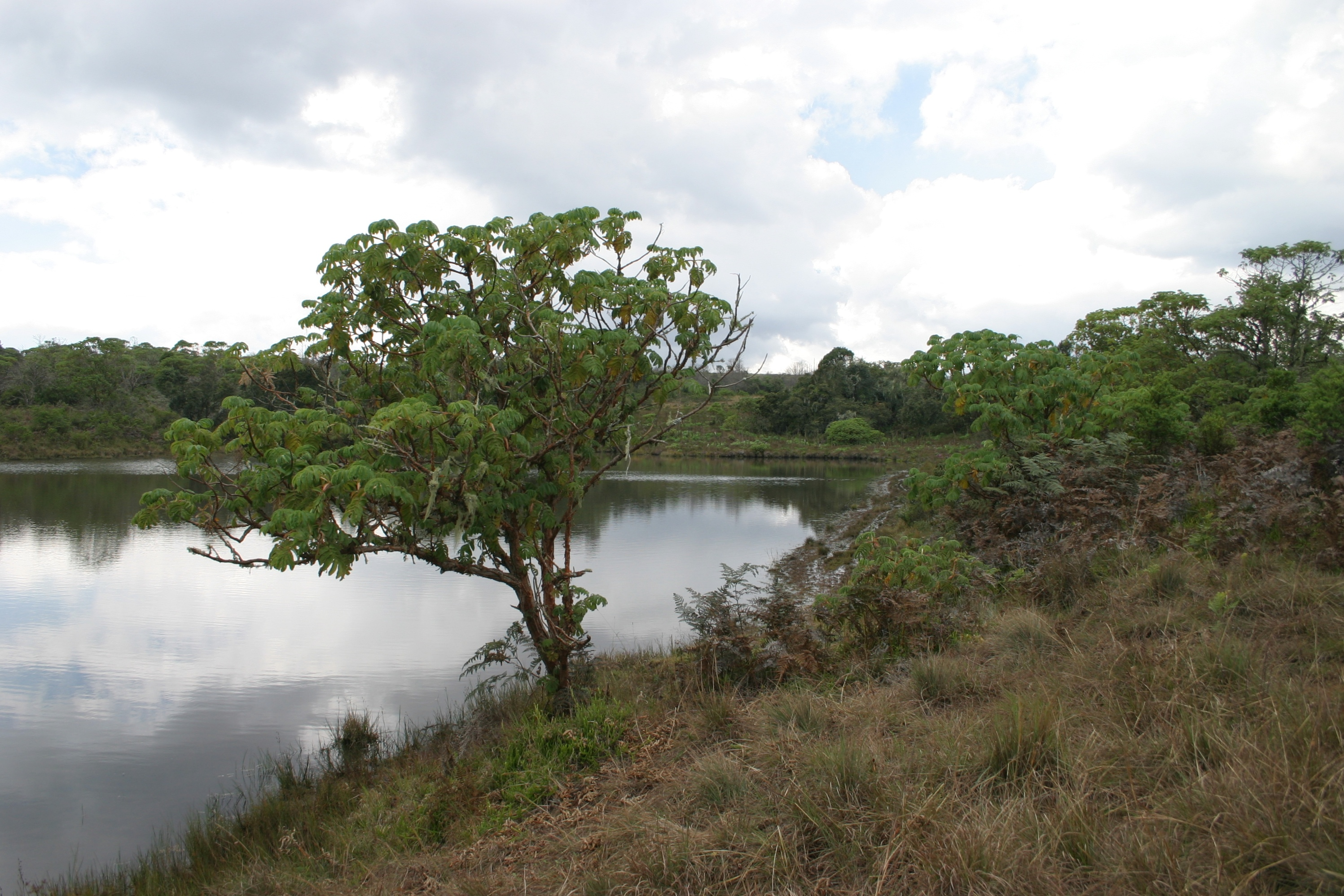
Озеро Каулве